# Austrachelas sexoculatus
Espèce
Austrachelas sexoculatus est une espèce d'araignées aranéomorphes de la famille des Gallieniellidae.

## Distribution
Cette espèce est endémique du Cap-Oriental en Afrique du Sud,. Elle se rencontre vers East London.

## Description
Le mâle holotype mesure 9,15 mm.

## Publication originale
- Haddad, Lyle, Bosselaers & Ramirez, 2009 : A revision of the endemic South African spider genus Austrachelas, with its transfer to the Gallieniellidae (Arachnida: Araneae). Zootaxa, no 2296, p. 1-38.